# Sint Adelbertvereniging
De Sint Adelbert Vereniging is een Nederlandse vereniging, met als doel het zorg dragen voor een katholieke visie op het maatschappelijk leven in Nederland. De vereniging werd in 1934 opgericht. Ondanks allerlei veranderingen in zowel de structuur als de missie van de vereniging bleef deze gedachte aan de basis staan van deze vereniging die voornamelijk bestond uit hoger opgeleiden. Tegenwoordig is de Sint Adelbertvereniging geen landelijke organisatie meer, maar er zijn nog steeds lokale afdelingen.

## Oprichting

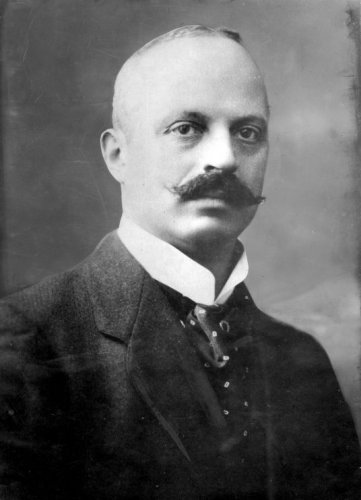
Charles Ruijs de Beerenbrouck; initiatiefnemer van de Sint Adelbertvereniging

In 1934 werd de Sint Adelberts-Vereniging opgericht als ‘standsorganisatie van die katholieke leeken, die door hun maatschappelijk, economische of staatkundige positie en door hun beschaving aangewezen zijn meer bijzonderen invloed op de samenleving uit te oefenen’. Initiatiefnemer en eerste voorzitter was de staatsman en eerste katholieke minister-president jhr. mr. Ch.J.M. Ruys de Beerenbrouck (1873-1936). De s in Adelberts verdween bij een naoorlogse statutenwijziging en in de wandelgang spraken bestuur en leden vaak gewoon van Adelbert. In de statuten was de doelstelling als volgt omschreven: ‘de behartiging der godsdienstig-zedelijke, cultureele en maatschappelijke belangen van haar leden’.
Vooral moesten de leden er zorg voor dragen, samen met de leden van andere standsorganisaties, dat ‘het Christendom in zijn zuiversten vorm’ zou herleven ‘als basis van de samenleving’. Door ‘vruchtbaar contact tusschen de standgenooten’ konden zij dit bevorderen. In de praktijk betekende dit dat de Adelbert-leden – toen nog allemaal mannen, heren van stand – elkaar maandelijks tijdens vergaderingen ontmoetten. De vereniging kende plaatselijke afdelingen, zoals Den Haag, Utrecht, ’s-Hertogenbosch en Zwolle. Die plaatselijke afdelingen vielen weer onder grotere afdelingen georganiseerd per bisdom (de zogeheten diocesane afdelingen). Welke thema’s op de agenda stonden van die vergaderingen en hoe formeel of informeel het eraan toe ging, verschilde per afdeling.

## Visie

### Voor 1940
Waar het om draaide in Adelbert was onder de leden ‘de katholieke visie op het leven, en in het bijzonder op het maatschappelijke leven, te versterken’. In 1937, drie jaar na de oprichting, startte het landelijke bestuur dat verantwoordelijk was voor het imago van de vereniging, met een campagne onder de leden. Kennelijk was er in de eerste jaren maar heel weinig eenheid in de themakeuze en werkwijze van de afzonderlijke afdelingen. Om daar verandering in te brengen, adviseerde het landelijke bestuur de plaatselijke afdelingen om vooral aandacht te besteden aan de vraag:
‘Wat is de invloed van het katholicisme en van de katholieken op het openbare leven van Nederland,op cultureel, sociaal, economische en staatkundig terrein’
Dat kon door thema’s aan te snijden op godsdienstig terrein, waarbij huwelijk en gezinsleven, de ‘beleving van den godsdienst in onzen stand’, of de ‘verbetering in het contact tusschen parochie-geestelijken en leden van St. Adelbert’ als voorbeelden werden genoemd. Leden konden zich ook concentreren op kwesties van zedelijke aard, zoals de grondslagen van de zedelijkheid, sociale moraal, seksuele moraal en voorlichting. Wie koos voor het culturele terrein, kon thema’s kiezen als ‘het wezen der christelijke cultuur’, het boek, ‘het pers-vraagstuk, het film-vraagstuk, radio-omroep en televisie [!], katholieke jeugd-organisatie’. In de jaren 1940 kreeg het doel om de katholieke visie op het leven te bevorderen vorm door het uitbrengen van brochures die historische, maatschappelijke, politieke of religieuze thema’s hadden.

### Discussies over de visie na de Tweede Wereldoorlog
Na de Tweede Wereldoorlog kwam daar een eigen maandblad bij. Brochures verschenen toen minder frequent. Rond het eigen maandblad deed zich in de tweede helft van de jaren 1950 de kwestie voor op welke lezers dit periodiek eigenlijk mikte. Wilde men stof bieden die vergelijkbaar was met wat katholieke opiniebladen als De Bazuin, De Linie of Te Elfder Ure hun lezers voorschotelden? Of moest het eerder een vakblad worden, te vergelijken met vakbladen zoals de katholieken artsenvereniging of katholieke juristenvereniging die kenden? Een enquête onder de eigen leden in 1957 bracht daarover eigenlijk niet veel helderheid. Wel wordt daaruit duidelijk hoe divers het ledenbestand van de Adelbert inmiddels eigenlijk was. Sommigen laten zich in hun reacties op de vragen kennen als zeer behoudende katholieken, die vooral bij de hogere stand van het oude stempel horen. Zij beoordelen de inhoud van het maandblad niet zelden als ‘onleesbaar’ of ‘langdradig’. Anderen zijn juist progressief te noemen en zien een leidende rol voor zichzelf als katholieke intellectuelen weggelegd in de moderniserende Nederlandse samenleving. Adelbert zou hen daarin moeten ondersteunen. Sommigen van hen vinden dat het maandblad daarom eigenlijk tekortschiet, ‘alsof het een blad ware voor leden van ’n Congregatie van de H. Familie’.

### Kritische houding in de jaren 1960
Anno 1960 wordt de lezersenquête herhaald, maar in een verbeterde opzet. Het aantal vragen werd gehalveerd, en deels werd de respons gestuurd door naast open vragen ook multiple choice-vragen op te nemen. De enquête wordt ook maar onder 820 leden verspreid, wat echter slechts een respons van 150 oplevert (=17%, tegenover ruim 25% in 1957). Ditmaal zijn de reacties inhoudelijk uitgesprokener en ook kritisch. Wat vinden ‘andersdenkenden’ eigenlijk van het maandblad, vraagt een lezeres zich af die het na lezing in de zogeheten Rode Kruis-bus voor verdere verspreiding deponeert. Sommigen vinden dat het blad zich te veel op binnenkerkelijke discussies concentreert, wat misschien interessant is voor de heren geestelijken, maar lang niet alle leken kan boeien. Ter illustratie van precies dit punt heeft een toegewijd Adelbert-lid een fragment uit het maandblad in het enquêteformulier geplakt en de woorden onderstreept die voor leken een soort klerikale geheimtaal vertegenwoordigen: ‘het gerealiseerde heil integraal sauveren’, ‘eschatologisch’. Niet alleen raakt deze lezer (of lezeres?) aan een kloof tussen geestelijken en leken, maar ook aan scheidslijnen tussen oud en jong. Want welke jongere voelt zich nog aangesproken door dergelijke ‘intellectueel lijkende preken’. Op dergelijke pseudo-intellectualiteit – want dat is waar dit Adelbert-lid op zinspeelt – zitten velen niet te wachten.
Niettemin worden binnenkerkelijke kwesties, vooral het op handen zijnde tweede Vaticaans concilie (1962-1965), maar ook zaken als Bijbellezing onder katholieken of de kennis van katholieken van het eigen geloof nadrukkelijk genoemd als relevante thema’s. Daarnaast willen veel lezers hun horizon letterlijk verbreden: onderwijsvernieuwing, co-educatie, confessionele scholen, oecumene, kritiek op de als ‘topzwaar’ ervaren Mariologie, de verhouding van geestelijken en leken, hulp aan onderontwikkelde gebieden, verhouding tot socialisten en humanisten.

## De leden van de Sint Adelbertvereniging
Het was aan de bisschoppen te danken dat Adelbert werd opgericht naar het model van een standsorganisatie. De bisschoppen lieten zich inspireren door de organisatie van de middeleeuwse samenleving met de standen- en gildenstructuur. Zij beschouwden deze als de ideale, zelfs door God gewilde ordening van de samenleving die ook in de moderniserende samenleving intact moest blijven. Deze naar stand ingerichte samenleving vertegenwoordigde in hun visie de societas perfecta, een modelsamenleving op christelijke grondslag.

### Heterogeniteit van de katholieke elite
Binnen de Adelbert tekende zich echter al snel een probleem af. De sociale groep waarvoor deze vereniging was bedoeld, de katholieke elite, vormde geen afzonderlijke homogene sociale groep zoals de boeren, de arbeiders of de middenstanders. Daarom deed zich al in de eerste jaar van het bestaan de vraag gelden wat de leden van Adelbert eigenlijk bond. Eind jaren 1930 hinkten de leden eigenlijk op twee gedachten. Sommige afdelingen vonden dat afkomst, maatschappelijke functie en intellectueel peil voorop stonden, maar dat de leden zich daarnaast ook door hun culturele ontwikkeling en beschaving moesten onderscheiden. Andere afdelingen vonden die intellectuele ontwikkeling veel minder belangrijk dan de functie die iemand in de maatschappij bekleedde. Aan ‘beschaving’ hield men algemeen vast, ook al was dit een natuurlijk een uiterst vaag begrip. Met dat begrip kon men echter mannen buiten de vereniging houden, die misschien hoog opgeleid waren of als ondernemer veel geld verdiend hadden, maar met wie sommige Adelbert-leden toch niet wensten om te gaan.

### Nieuwe elite
Binnen Adelbert werd precies in die late jaren 1930 zichtbaar dat de traditionele katholieke elite – deels van adel, deels werkzaam in vrije beroepen – van binnenuit opgebroken werd: enerzijds door een nieuwe groep universitair opgeleide katholieken, werkzaam als arts, advocaat of hogere ambtenaar, anderzijds ook door een groeiende groep die als ondernemer kapitaal had vergaard en zichzelf daarom ook graag tot de ‘leidende’ of ‘hoogere’ stand rekende die Adelbert wilde vertegenwoordigen. Terwijl Adelbert zich voor die eerste groep relatief open opstelde, was men terughoudender ten aanzien van de tweede groep.

### Protest uit Twente
De kwestie wie als leden acceptabel waren, werd uiteindelijk niet opgelost, maar overgelaten aan plaatselijke afdelingen. De lokale besturen moesten zelfstandig beslissen wie zij wel of niet toelieten tot de vereniging, en op welke gronden. In de afdeling Twente – het domein van kleine landadel en textielbaronnen – beschouwde de Adelbertleden zich als een elite. ‘Zou het al te onbescheiden zijn, om hier aan het begrip “elite” te denken?’, vroeg men zich af en het antwoord was natuurlijk duidelijk. Men had liever minder leden – hoewel dat ook minder inkomsten uit contributies betekende – dan meer. En men hechtte aan de ‘kwaliteit’ van die leden.

### Nieuwe statuten in 1949
De afdeling Twente roerde zich wederom toen in 1949 nieuwe statuten aan de leden werden voorgelegd. Deze zet deze kwestie wie lid mag worden en op welke gronden in een uitvoerig stuk uiteen voor het Dagelijks bestuur van de Adelbert. Uitgangspunt is dat de aanduiding ‘standsorganisatie’ uit de oorspronkelijke statuten inmiddels aan vanzelfsprekendheid heeft ingeboet. Bij de ‘St. Adelbertsstand’ was geen sprake van ‘gelijkgerichte zakelijke belangen’ zoals dat bij andere standen het geval was.
Het belangrijkste bindmiddel tussen de leden van deze afdeling was ‘een nauw en vriendschappelijk contact tussen de leden onderling’. Het vaststellen van formele eisen voor nieuwe leden vonden zij eigenlijk lastig, zo niet gevaarlijk. Liever bepleitte de Twentse afdeling ‘een systeem van toegepaste selectie bij het aannemen van nieuwe leden en een geleidelijke uitbouw van de organisatie’.

### Gebrek aan jongeren
Ook wat betreft de doelstelling wilden de Twentse Adelbert-leden liefst zo veel mogelijk bij het oude houden. De Adelbert moest zich blijven richten op aandacht voor ‘de maatschappelijke verplichtingen van onzen stand’, ‘het teveel of tekort aan intellectuele arbeidskrachten’ en op onze verhouding tot ‘andersdenkenden’, waarmee nog altijd de protestantse landgenoten waren bedoeld. Als standsorganisatie mocht Adelbert in elk geval niet uitgroeien tot een ‘massa-organisatie’. Voorts bepleitte zij extra aandacht voor het aantrekken van jongeren en voor hun specifieke positie in de vereniging. Aanwas van jonge leden bleek inmiddels een algemeen probleem en zou de vereniging ook opbreken. Bij een enquête onder de eigen leden begin jaren 1960 rept een deel van die leden over een leeftijdskloof die zij als problematisch ervaren. Of de situatie echt zo dramatisch was valt echter te bezien: de enquête waarop deze gevoelens gebaseerd waren was niet bepaald representatief. Deze werd namelijk verstuurd aan circa 4500 leden, terwijl er maar 1256 leden de vragenlijst ook daadwerkelijk retourneerden.

### Het dameslidmaatschap
De invloed van de bisschoppen binnen de Adelbert deed zich ook gelden bij de toelating van vrouwen als volwaardig lid. In de meeste afdelingen waren vrouwen welkom bij het jaarlijkse diner, maar dan uitsluitend in hun rol van ‘vrouw van’. In die hoedanigheid worden ze vanaf de jaren 1950 ook uitgenodigd voor inhoudelijke themabijeenkomsten, als toehoorsters, maar ook als spreeksters. Zo houdt mevrouw dr. Michels, getrouwd met professor Michels, in 1952 een lezing houdt over onderwijs in de afdeling Amsterdam, naar aanleiding van een themabrochure die in opdracht van Adelbert uitgebracht door haar echtgenoot samen met de Amsterdamse pastoor Willem Nolet (1885-1965) over onderwijsvernieuwing, met inleidingen op het thema door de hoogleraren Michels en Gielen.
Terwijl vrouwen – ook ongehuwde, doorgaans gestudeerde of zelfs gepromoveerde vrouwen – inmiddels in de praktijk sporadisch deelnamen aan Adelbert-bijeenkomsten in de afdelingen, hielden de bisschoppen een besluit over hun formele lidmaatschap nog altijd op. De grootste tegenstand tegen dat lidmaatschap kwam eind jaren 1940 uit het bisdom Roermond. Maar rond 1950 bleek in een afdeling als ’s-Hertogenbosch al dat vrouwen van sommige Adelbert-bijeenkomsten niet geweerd konden worden. Op 26 januari 1951 bood een van de onderwijsorganisaties waarmee Adelbert nauwe banden onderhield een lezing aan, waarvoor de vrouwelijke leden van het katholieken docentenverbond Sint Bonaventura automatisch voor waren uitgenodigd. Adelbert bleek hier aanzienlijk ouderwetser dan andere katholieke organisaties. In 1962 wordt een enquête uitgestuurd naar meer dan 4000 leden. 1256 leden reageren, van wie er 40 vrouw zijn (=0,03%).

## Concurrenten van de Sint Adelbertvereniging
In doelstelling en achterban vertoonde de Adelbert eigenlijk overlap met twee andere organisaties, het Thijmgenootschap en de Rotary. Het Thijmgenootschap was in 1904 door een groep van veertig katholieke wetenschappers opgericht om de wetenschapsbeoefening onder katholieken te bevorderen. Terwijl Thijm zich als een vereniging van intellectuelen werkzaam in onderwijs en wetenschap ontwikkelde, was de doelstelling van Adelbert juist op de rol van katholieken in de samenleving als geheel gericht. Daarin overlapte ze met uit de Verenigde Staten overgewaaide organisaties als de Rotary. De Rotary vervulde de rol van een maatschappelijke serviceclub waarin gefortuneerde groepen zich inspanden voor het welzijn van minder gefortuneerde groepen. Evenals de Rotary zocht ook de Adelbert doorgaans zelf uit wie zij als nieuwe leden wenste. Omdat de Rotary echter niet vanuit christelijke principes werkte, waren vooral de bisschoppen fel gekant tegen het rotary-lidmaatschap van katholieken. In 1930 verboden zij aan leken en priesters het lidmaatschap van deze serviceclub. Dat betekende echter niet dat katholieken niet door deze organisatie werden aangezocht als lid. Ook Adelbert-leden overkwam dat na de Tweede Wereldoorlog. Omdat het maar om een relatief kleine groep van de eigen leden ging, maakte het hoofdbestuur van de Adelbert zich er maar niet zo druk over. Vanaf 1955 was bovendien een door de bisschoppen ingestelde ontheffingsregeling van kracht, die lidmaatschap onder voorwaarden mogelijk maakte. In sommige lokale afdelingen, zoals die van Arnhem bijvoorbeeld, deed de invloed van de Rotary zich sterker gelden dan elders. Daar was men de mening toegedaan dat het zinvol was als katholieken hun visies ook in de Rotary naar voren konden brengen. Liefst moesten die katholieken zowel van de Rotary als van Adelbert lid zijn.

### Geen roomse Rotary
Duidelijk was echter dat de Adelbert geen ‘roomse Rotary’ wilde zijn. Vanaf de jaren 1950 ontwikkelde de vereniging ideeën om als belangenbehartigingsorganisatie voor katholieke intellectuelen te fungeren. Hoewel Adelbert zelf vond dat zij hierin een leidende rol moest vervullen, was duidelijk dat zulke organisaties al bestonden en geen rol voor de Adelbert zagen weggelegd. Dat gold bijvoorbeeld voor de Katholieke Advocaten Vereniging. Daarbij moest de Adelbert ook onder ogen zien dat het Thijmgenootschap ook al goedlopende vakgerichte secties kende, zoals een rechtskundige afdeling.

## Overgang van standsorganisatie naar beroepsorganisatie

### Oprichting Beroepscentrale Katholieke Intellectuelen
Op instigatie van de bisschoppen veranderde Adelbert begin jaren 1950 van structuur. Zij moest de koepelorganisatie worden van bestaande katholieke vakorganisaties van intellectuelen, variërend van de katholieken kunstenaars, advocaten en artsen, leraren in het middelbaar onderwijs, maar misschien ook wel journalisten en beroepsmilitairen in de rang van officieren, ambtenaren, waaronder vooral ook mijnambtenaren die internationaal goed georganiseerd waren. Doelstelling zou moeten zijn een ‘verbond van katholieke intellectuelen’. Hiermee werd tevens een nieuwe omschrijving geïntroduceerd voor de groep die Adelbert vertegenwoordigde: de intellectuelen.
Het vormen van zo’n koepel kreeg belangrijke impulsen in de internationale Europese context, maar bleek ingewikkeld, omdat in Nederland praktisch iedere groep al goed georganiseerd was. Bestaande verenigingen voelden soms weinig voor een koepel, anderen werden door Adelbert vergeten, zoals de Katholieke Rectorenvereniging. De secretaris ervan meldde dit in 1953: deze vereniging bestond al sinds 1913 en was in de besluitvorming over de nieuwe koepel ten onrechte buiten beschouwing was gelaten. Na ‘een lange en moeilijke voorgeschiedenis’ werd in 1956 ten slotte de Beroepscentrale Katholieke Intellectuelen opgericht (BKI) opgericht. Zij zou zich vooral met materiële en maatschappelijke kwesties bezighouden van ‘intellectuele werkers’ die ‘ervaren dat intellect en bekwaamheid alléén in de tegenwoordige maatschappij geen positie verschaffen die het financieel mogelijk maakt hun maatschappelijk niveau te handhaven’.

### Adelbert blijft bestaan
Niettemin bleef Adelbert als vereniging ook bestaan, met individuele leden. De professionele belangen van die individuele leden werden door de BKI behartigd. In deze ontwikkeling wordt het proces van functionele differentiatie zichtbaar, waarin mensen zich van elkaar onderscheidden op grond van opleiding en beroep. De betekenis van stand raakte in de moderniserende samenleving steeds verder uitgehold. Feitelijk kwamen de sociaal economische belangen van de hogere beroepsgroepen voorop te staan, Maar deze belangen werden in de doelstelling ook weer verbonden met religie:
`het behartigen – met inachtneming der katholieke beginselen - van de gemeenschappelijke sociaal-economische belangen van de katholieke werkers in de intellectueel-culturele beroepen, waardoor deze de hun toekomende plaats binnen de structuur der Nederlandse samenleving alsook in de katholieke volksgroep kunnen innemen en dienovereenkomstig – gericht op het algemeen welzijn en op de gemeenschappelijke belangen der Nederlandse katholieken - die invloed tot gelding kunnen brengen, die hun krachtens hun taak en roeping toekomt.’
Al snel kwam de vraag op of Adelbert naast deze nieuwe beroepscentrale, waar zij zelf de leiding van vormde, nog wel bestaansrecht had. Was het wenselijk om de materiële (behartigd door de BKI) van de ideële belangen (behartigd door Adelbert) te scheiden? Vanaf 1963 kwam bovendien het confessionele karakter van Adelbert ter discussie te staan en werd de diocesane indeling afgeschaft.

## Katholieke herenclub
De enquêtes onder de leden en de lezers van het eigen maandblad in 1957 en 1960 wezen twee kwesties aan die de leden bezighielden. Hoe kon het ledenbestand verjongd worden en hoe kon Adelbert katholieke intellectuelen met elkaar verbinden? Terwijl de zo vaak geroemde eenheid in katholieke kring in deze periode voor zichtbaar vergruisde, werd binnen Adelbert duidelijk dat er verschillende opvattingen over een gemeenschap op katholieke grondslag en over gemeenschapszin bestonden. Sommige leden vulden deze begrippen in vanuit een ideaal van een open katholicisme, dat weliswaar kritisch, maar niettemin open stond tegenover de moderniserende maatschappij, andere ideologieën en geloofsstromingen. Anderen wezen nadrukkelijk op het mandement van 1954, waarin de bisschoppen de katholieken vermaand hadden de interne eenheid te bewaren en daarom afstand te houden van andere confessies en ideologieën.
Naast deze fundamenteel verschillende visies over de opstelling van de katholieke intellectuele elite in eigen land, leefden er binnen Adelbert ook uiteenlopende verwachtingen over de onderlinge omgang binnen de vereniging. Sommigen hechtten aan oude, binnen hun afdeling gegroeide vormen van sociale contacten. Voor deze ‘zogenaamde gemeenschapszin’ die ‘schijnt te bestaan voor een oudere elkaar goed kennende kern die zich bovendien afsluit van ieder contact naar buiten’ voelden anderen juist weer weinig. Zij hadden meer behoefte aan inhoudelijke informatie over kerk en samenleving, of wilden Adelbert omvormen tot een functioneel netwerk. In zulke kritische evaluaties weerklinkt iets van de kritiek die de Nijmeegse historicus L.J. Rogier op zelfgenoegzaamheid onder katholieken. Hij uitte die in 1958 in zijn beroemd geworden toespraak in Adelbert-verband, ‘Het verschijnsel van de culturele inertie bij de Nederlandse katholieken’.

## Verzwakking van de katholieke identiteit na 1960

### Opname van protestanten in het ledenbestand
Vanaf 1962 kwam de bezinning op doelgroep en doelstelling binnen de Adelbert toenemend in een stroomversnelling. In dat jaar werden de statuten zodanig gewijzigd dat het buitengewoon lidmaatschap van priesters kwam te vervallen. Vanuit afdelingen boven de grote rivieren werd de vraag ingebracht of katholieke karakter van de organisatie niet op de helling moest. Aangezien er geen protestants-christelijke pendant van de Adelbert bestond, lag de vraag op tafel of Adelbert ook protestanten als leden moest opnemen. Deze vraag illustreert met welke snelheid Nederland als confessioneel verdeeld land zich vanaf de jaren 1960 ontwikkelde tot een natie waarin die confessionele verdeeldheid overstegen werd door gedeelde christelijke principes. Een deel van de leden van Adelbert beschouwde zichzelf toen vooral als christen, en niet zozeer als katholiek. Dit algemeen christelijke zelfbeeld maakte toenadering tot gelovigen van andere gezindten mogelijk. In enkele afdelingen, waaronder Haarlem, Gouda en Zwolle, werd geëxperimenteerd met bijeenkomsten waaraan ook protestanten deelnamen.

### Kritiek vanuit Rome
In 1965 ontstond commotie in de Adelbert omdat het hoofdbestuur een uitnodiging van de pauselijke internuntius, de als conservatief bekendstaande mgr. Giuseppe Beltrami, eind juni niet had aangenomen. De reden hiervoor lag in de kritiek vanuit Rome op het kerkelijk vernieuwingsbeleid in de Nederlandse kerkprovincie. Een deel van afdelingen schaarde zich achter dit besluit (onder andere Haarlem, Rotterdam, Eindhoven, Heerlen, Amsterdam), een deel keurde het besluit af (onder andere Nijmegen, Breda., Wassenaar, Leiden, Zwolle). Tijdens een landelijke bijeenkomst van Adelbert werd een resolutie aangenomen, waarin de maatschappij- en kerkkritische functie van Adelbert ‘als beweging van verantwoordelijke katholieken’ werd bevestigd. Adelbert-leden dienden vanuit die verantwoordelijkheid ‘in de a.s. post-conciliaire fase (…) in de geest van het Concilie (…), positief en actief mede te bouwen aan kerk en wereld’. Dat nam niet weg dat zwaarwegende beleidsbeslissingen vooraf open overlegd dienden te worden met de afdelingsbesturen.

### Progressieve en behoudende groepen binnen de vereniging
Deze verschillende visies bleken eind 1967 geleid te hebben tot eigenlijk twee groepen binnen de Adelbert:
‘enerzijds het streven van een groep om de mede-christenen te bereiken zonder hen te nopen toe te treden tot een weliswaar omgebouwde, maar van origine katholieke structuur, anderzijds de afnemende betrokkenheid van de voorstanders van een hecht katholiek intellectueel verband bij de bestaande vereniging.’
Toen bleek ook dat er eigenlijk bezuiden de grote rivieren veel draagvlak voor een algemeen christelijk karakter van de vereniging, terwijl juist de afdelingen aan de Oost-rand van het land – Twente voorop - in dit opzicht aanzienlijk behoudender waren.
Het zoeken naar mogelijkheden om Adelbert van een katholieke organisatie voor de leidende stand tot een vereniging van christelijke intellectuelen kan overigens ook niet los gezien worden van de hopeloze toestand waarin de vereniging zich rond 1967 bevond. In een brief aan de leden aan het einde van het jaar wond het hoofdbestuur er geen doekjes om. Er was sprake van een verouderd, slinkend ledenbestand. Gevolg daarvan was dat de inkomsten van de vereniging drastisch terugliepen – zeker als ingecalculeerd wordt dat ook deze vereniging wanbetalers kende. De situatie was inmiddels zo ernstig dat het landelijke secretariaat, maar ook het eigen maandblad wegens een gebrek aan middelen niet konden worden voortgezet.

### Opheffing landelijke organisatie
Zowel de nijpende financiële situatie als de onderling verschillende visies op Adelbert in de toekomst leidde in 1968 tot het besluit de landelijke organisatie los te koppelen van de plaatselijke afdelingen. Daarmee was de altijd al grote lokale autonomie binnen de vereniging het eigenlijke organisatorische principe geworden. Om aan de verplichtingen van het hoofdbestuur te kunnen voldoen droegen de plaatselijke afdeling nog een jaar lang de gebruikelijke bijdrage af. In 1969 werd de landelijke vereniging opgeheven. Plaatselijke afdelingen bleven bestaan, doorgaans als gezelligheidsverenigingen voor een vergrijzende groep katholieken uit de betere standen.

## Adelbert nu
Vanuit de afdelingen is een nieuw landelijk federatief verband gegroeid onder de naam Adelbert Vereniging, met als ondertitel: ‘Gesprekspartner voor de samenleving vanuit christelijk perspectief'. Anno 2021 zijn afdelingen actief in Nijmegen, Midden-Brabant, Zwolle, Utrecht, Roermond en Venray. Sinds 2007 is de samenwerking tussen Adelbert met het Thijmgenootschap en de Radboudstichting geïntensiveerd.